# 模稜函數
模糊函数是一套用于信号分析与信号仿真设计的数学方法，为菲利普·伍德沃德（Philip Woodward）在1953年所提出。其初始目的是用来分析雷达回波信号受时间延迟和多普勒效应的影响，但在随后的发展中，也广泛被应用于时频分析、信号处理等领域。

## 定义
函数{\displaystyle s(t)}的模糊函数{\displaystyle A(\tau ,\eta )}定义为：

{\displaystyle A(\tau ,\eta )=\int _{-\infty }^{\infty }s(t)s^{*}(t-\tau )e^{j2\pi \eta t}dt}

其中，{\displaystyle \tau }代表和初始信号的时间差分值，而{\displaystyle \eta }则代表和初始信号的频率差分值，而这样的二维空间称为模糊域（Ambiguity Domain）。以雷达应用来讲，{\displaystyle \tau }反映了发射信号和回波信号的时间延迟（Time Delay），{\displaystyle \eta }则反映了两信号间的多普勒频移（Dopple Frequency Shift）。星号{\displaystyle *}代表对函数取其共轭复数。上式为自时域定义之模糊函数。我们也可以通过函数{\displaystyle s(t)}的傅里叶变换对{\displaystyle S(f)}从频域定义之：

{\displaystyle A(\tau ,\eta )=\int _{-\infty }^{\infty }S(f)S^{*}(f-\eta )e^{j2\pi \tau f}df}

经修改后，模糊函数也可以用对称的形式定义，成为对称模糊函数（Symmetric Ambiguity Function）：
{\displaystyle A_{s}(\tau ,\eta )=\int _{-\infty }^{\infty }s(t+{\frac {\tau }{2}})s^{*}(t-{\frac {\tau }{2}})e^{j2\pi \eta t}dt=\int _{-\infty }^{\infty }S(f+{\frac {\eta }{2}})S^{*}(f-{\frac {\eta }{2}})e^{j2\pi \tau f}df}
{\displaystyle }

## 基本性质[2]
模糊函数有下列几种基本性质：

### 最大值
模糊函数最大值永远发生在模糊域的原点{\displaystyle (0,0)}：

{\displaystyle \left|A(\tau ,\eta )\right|\leq \left|A(0,0)\right|}

### 对称性
模糊函数为一对称函数：

{\displaystyle A(\tau ,\eta )=A^{*}(-\tau ,-\eta )}

### 时间比例调整
{\displaystyle s^{\prime }(t)=s(\alpha t)\Rightarrow A^{\prime }(\tau ,\eta )={\frac {1}{\left|\alpha \right|}}A(\alpha \tau ,{\frac {\eta }{\alpha }})}

### 时间位移
{\displaystyle s^{\prime }(t)=s(t-\Delta t)\Rightarrow A^{\prime }(\tau ,\eta )=A(\tau ,\eta )e^{-j2\pi f\Delta t}}

### 调制
{\displaystyle s^{\prime }(t)=s(t)e^{j2\pi ft}\Rightarrow A^{\prime }(\tau ,\eta )=A(\tau ,\eta )e^{-j2\pi f\tau }}

### 和自相关函数的关系
当我们设定频率差值{\displaystyle \eta }为0时，模糊函数将退化为信号{\displaystyle s(t)}的自相关函数：

{\displaystyle A(\tau ,\eta )=\int _{-\infty }^{\infty }s(t)s^{*}(t-\tau )dt}

## 常见信号之模糊函数

### 方波
若方波定义为：:{\displaystyle rect(t,T)={\begin{cases}1,&{\mbox{if}}\left|t\right|\leq {\frac {T}{2}}\\0,&{\mbox{if}}\left|t\right|>{\frac {T}{2}}\end{cases}}},則其模糊函数{\displaystyle A_{rect}(\tau ,\eta )}计算如下：

{\displaystyle A_{rect}(\tau ,\eta )=\int _{-\infty }^{\infty }rect(t+{\frac {\tau }{2}})rect^{*}(t-{\frac {\tau }{2}})e^{j2\pi \eta t}dt}

{\displaystyle =\int _{-(T-\tau )/2}^{(T-\tau )/2}e^{j2\pi \eta t}dt={\begin{cases}(T-\left|\tau \right|sinc[\eta (T-\left|\tau \right|)])&{\mbox{for}}\left|\tau \right|\leq T\\0{\mbox{for}}\left|\tau \right|>T\end{cases}}}

### 高斯函数
对一个高斯信号{\displaystyle g(t)=e^{-\alpha t^{2}}}而言，其模糊函数为：

{\displaystyle A_{G}(\tau ,\eta )={\frac {1}{\sqrt {2}}}e^{\frac {-\alpha (\tau ^{2}+\eta ^{2})}{2}}}

## 和维格纳分布的关系
模糊函数是伍德沃德依据维格纳分布改良而来。二者之间详细的关系请参阅模糊函数与韦格纳分布的关系。

## 应用
模糊函数一开始是由雷达领域研究学者菲利浦·伍德沃德由维格纳分布发展而來，因此其最初的应用领域多与雷达相关，是该领域相当重要的基础理论。随着时间的推进和时频分析方法的兴起，越来越多的时频分析方法使用了模糊函数的概念。例如，西摩·斯坦于1981年提到，模糊函数可以用来估算具有相同成分的两个信号，因受外加噪声干扰而造成的频率、时间位移；而时频分析工具科恩系列分布则是运用一函数之模糊函数并搭配适当的遮罩函数，做为分析该函数时频特性的基础。